# Rajdowy Puchar Pokoju i Przyjaźni 1988
Rajdowy Puchar Pokoju i Przyjaźni 1988 kolejny sezon serii rajdowej Rajdowego Pucharu Pokoju i Przyjaźni (CoPaF) rozgrywanej w krajach socjalistycznych w roku 1988. Sezon ten składał się z pięciu rajdów i rozpoczął się 22 kwietnia, a zakończył 22 października, indywidualnie najlepszym zawodnikiem był Czechosłowak Pavel Sibera, a drużynowo wygrała ekipa ZSRR.

## Kalendarz[1]
| Runda | Data               | Nazwa rajdu           | Baza rajdu  | Nawierzchnia | Zwycięzca              | Wyniki |
| ----- | ------------------ | --------------------- | ----------- | ------------ | ---------------------- | ------ |
| 1     | 22-24 kwietnia     | 15. Rajd Mogürt-Salgó | Salgotarjan | Mieszana     | Eugenijus Tumalevičius | Wyniki |
| 2     | 14-15 maja         | 19. Rajd Złote Piaski | Albena      | Mieszana     | Joel Tammeka           | Wyniki |
| 3     | 3-5 czerwca        | Rajd Sojuz 1988       | Tartu       | Szuter       | Joel Tammeka           | Wyniki |
| 4     | 16-18 września     | 20. Rajd Tatr         | Poprad      | Mieszana     | Pavel Sibera           | Wyniki |
| 5     | 20-22 października | 31. Rajd Wartburg     | Eisenach    | Mieszana     | Pavel Sibera           | Wyniki |

1. ↑  Zwycięzcą klasyfikacji generalnej 15. Rajdu Mogürt-Salgó był Fin Risto Buri, Eugenijus Tumalevičius w klasyfikacji generalnej zajął drugie miejsce a wygrał klasyfikację CoPaF.
2. ↑  Zwycięzcą klasyfikacji generalnej 19. Rajdu Złote Piaski był Włoch Fabio Arletti, Joel Tammeka w klasyfikacji generalnej zajął szóste miejsce a wygrał klasyfikację CoPaF.

## Klasyfikacja kierowców[1]
Tabela przedstawia tylko pierwszą dziesiątkę zawodników.  
| Miejsce | Kierowca               | MOG | ZŁO | SOJ | TAT | WAR | Pkt |
| ------- | ---------------------- | --- | --- | --- | --- | --- | --- |
| 1       | Pavel Sibera           | 2   | 2   | 5   | 1   | 1   | 140 |
| 2       | Joel Tammeka           | NU  | 1   | 1   | 4   | 4   | 122 |
| 3       | Ilmar Raissar          | 3   | 5   | 4   | 2   | 5   | 97  |
| 4       | Nikolay Bolshikh       | 4   | -   | 2   | -   | -   | 53  |
| 5       | Zdeněk Pipota          | NU  | -   | 14  | 8   | 8   | 51  |
| 6       | Blahna Václav          | NU  | NU  | -   | 3   | 3   | 50  |
| 7       | Jan Trajbold st.       | 5   | -   | 15  | 12  | 7   | 48  |
| 8       | Eugenijus Tumalevičius | 1   | -   | -   | -   | -   | 39  |
| 9       | Klaus-Dieter Krügel    | 6   | -   | -   | -   | 11  | 37  |
| 10      | Stefan Strauch         | 12  | 27  | NU  | 17  | 14  | 37  |

## Klasyfikacja zespołowa[2]
| Miejsce | Zespół | Punkty |
| ------- | ------ | ------ |
| 1       | ZSRR   |        |